# Jon Ander Albisu
Jon Ander Albisu Albizu, conocido como Albisu (nacido en Ataun, Guipúzcoa el 6 de mayo de 1990) es un pelotari español profesional en la modalidad de mano que milita en la empresa Baiko Pilota.

## Carrera profesional
Debutó como profesional en julio de 2010 en el frontón Beotibar de Tolosa. 
Llegó a la final del Campeonato de Parejas del año 2013 en compañía de Berasaluze VIII, aunque el partido tuvo que suspenderse con un 6-4 en el marcador favorable a Martínez de Irujo y Zabaleta por lesión de Berasaluze.
Ganó en compañía de Olaetxea el Campeonato de Parejas de 2.ª Categoría en el año 2011.

## Palmarés
- Campeón del Campeonato de Parejas de promoción, 2011

## Finales del Campeonato de Parejas
| Año  | Campeones                    | Subcampeones             | Tanteo | Frontón |
| ---- | ---------------------------- | ------------------------ | ------ | ------- |
| 2013 | Martínez de Irujo - Zabaleta | Berasaluze VIII - Albisu | 6-4    | Bizkaia |
| 2021 | Elezkano II - Zabaleta       | Peña II - Albisu         | 22-7   | Bizkaia |

## Final Campeonato Parejas de 2.ª categoría
| Año  | Campeones         | Subcampeones   | Tanteo | Frontón  |
| ---- | ----------------- | -------------- | ------ | -------- |
| 2011 | Olaetxea - Albisu | Gorka - Merino | 22-16  | Beotibar |